# Verkehrsgesellschaft Teltow-Fläming

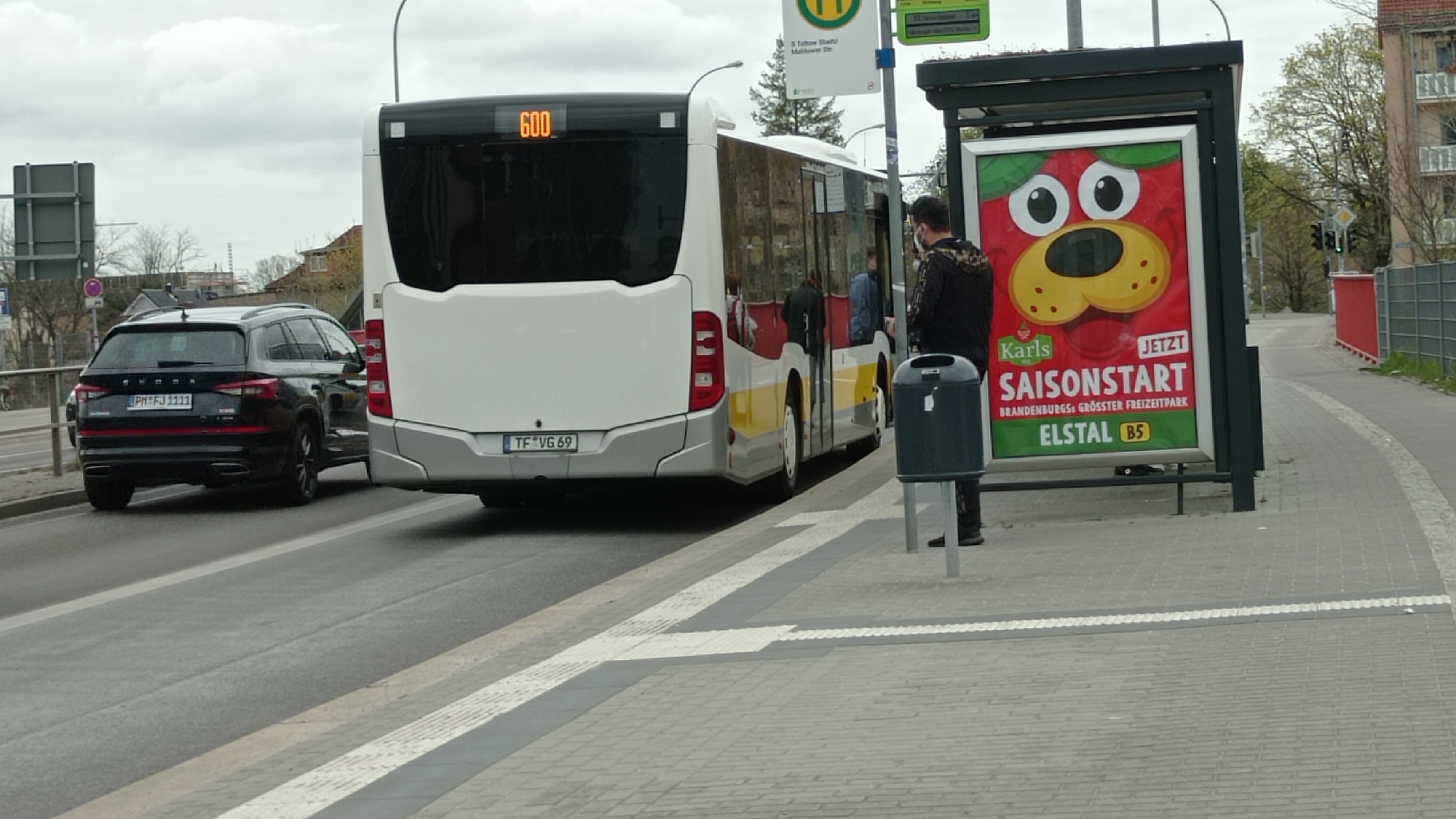
C2 der VTF an der Haltestelle S-Bhf. Teltow Stadt/Mahlower Straße

Die Verkehrsgesellschaft Teltow-Fläming mbH (VTF) ist der Betreiber des ÖPNV im Landkreis Teltow-Fläming, südlich von Berlin. Die Gesellschaft wurde 1999 gegründet und befördert jährlich etwa 5,7 Mio. Fahrgäste.

## Geschichte
Im heutigen Landkreis Teltow-Fläming wurde der Busverkehr in der DDR durch die VEB Kraftverkehr Luckenwalde betrieben. Wie die meisten Busbetriebe in der DDR setzte auch diese ausschließlich Busse von Ikarus ein.
Nach der Wende wurden 1992 die Personennahverkehrsgesellschaft Nuthetal mbH (kurz PVN), sowie die Verkehrsgesellschaft Königs Wusterhausen und Zossen mbH (kurz VKZ) gegründet. Somit war die PVN für den westlichen sowie die VKZ für den östlichen Busbetrieb in Teltow-Fläming zuständig. Interessanterweise besaß die PVN damals schon das gleiche Logo wie die VTF, bis auf die Buchstabenreihe. Für die Vorbereitung auf ein neues Unternehmen begann 1994 der Bau des neuen Betriebshofes in Ludwigsfelde, welcher den alten ablösen sollte. Auch die Betriebshöfe in Jüterbog und Luckenwalde wurden grundlegend saniert. Zwischenzeitlich wurde auch die PVN um die Gebiete Ludwigsfelde und Baruth (Mark) erweitert, sowie die VKZ gespalten.
So wurde dann am 1. Januar 1999 die Verkehrsgesellschaft Teltow-Fläming gegründet, eine Fusion der PVN und der VKZ. Vier Monate später, am 1. April 1999 trat der gemeinsame Tarif aller Verkehrsunternehmen im Verkehrsverbund Berlin-Brandenburg in Kraft. 2002 wurde in Luckenwalde der erste Rufbus der VTF, der sogenannte „Skater-Shuttle“ in Betrieb genommen. Im Jahr 2009 übernahm das Unternehmen die Busleistungen in Blankenfelde-Mahlow und löste somit Bus-Müller, den Vorherigen Betreiber ab, nachdem es als Betreiber gekündigt wurde. Als erstes Verkehrsunternehmen im Land Brandenburg setzte die VTF ab 2014 Hybridbusse ein. Diese stammten vom Hersteller MAN, der Modell-Reihe Lion’s City. Drei Jahre später, im Jahr 2017, stand das 25-jährige Jubiläum an. Es fanden Veranstaltungen, sowohl für Mitarbeiter, als auch für weitere Gäste statt. Jedoch wurde auch die Einführung der PVN, 1992 mitgezählt. Aufgrund der Corona-Pandemie führte die VTF ab 2021 erstmals in Brandenburg Luftfilter in ihren Bussen ein, welche das Ansteckungsrisiko verringern soll.
Zusätzlich findet jährlich das Hoffest auf den Betriebshöfen der VTF statt, welche seit Einführung der PVN existieren.

## Linienübersicht
| Linie | Endpunkte                                                              | Verlauf                                                                |            |
| ----- | ---------------------------------------------------------------------- | ---------------------------------------------------------------------- | ---------- |
| 600   | Waßmannsdorf ↔ Teltow                                                  | Mahlow – Güterverkehrszentrum Großbeeren                               | PlusBus    |
| 700   | Zossen ↔ Wünsdorf                                                      | Waldstadt                                                              |            |
| 701   | Zossen ↔ Ludwigsfelde                                                  | Dabendorf – Glienick – Groß Schulzendorf                               |            |
| 702   | Ludwigsfelde Bahnhof – Zentrum – Industriepark – Birkengrund           | Ludwigsfelde Bahnhof – Zentrum – Industriepark – Birkengrund           | StadtBus   |
| 703   | Ludwigsfelde ↔ Neubeeren                                               | Genshagen – Großbeeren – Kleinbeeren                                   |            |
| 704   | Blankenfelde ↔ Teltow                                                  | Diedersdorf – Großbeeren – Kleinbeeren                                 |            |
| 705   | Ludwigsfelde ↔ Werben                                                  | Ahrensdorf – Siethen – Trebbin                                         |            |
| 706   | Zossen ↔ Baruth                                                        | Mellensee – Klausdorf – Wünsdorf                                       |            |
| 707   | Zossen ↔ Rangsdorf                                                     | Dabendorf – Groß Machnow                                               |            |
| 708   | Ludwigsfelde Struveshof – Krankenhaus – Bahnhof – Zum Röthepfuhl       | Ludwigsfelde Struveshof – Krankenhaus – Bahnhof – Zum Röthepfuhl       | StadtBus   |
| 709   | Ludwigsfelde ↔ Schünow                                                 | Kerzendorf – Löwenbruch – Thyrow                                       |            |
| 710   | Ludwigsfelde ↔ Berlin                                                  | Güterverkehrszentrum Großbeeren                                        |            |
| 711   | Großbeeren ↔ Berlin                                                    | Güterverkehrszentrum Großbeeren                                        |            |
| 712   | Baruth ↔ Waldstadt                                                     | Paplitz – Zesch – Neu Wünsdorf                                         |            |
| 713   | Blankenfelde ↔ Groß Machnow                                            | Dahlewitz – Klein Kienitz – Rangsdorf                                  |            |
| 714   | Ludwigsfelde ↔ Zossen                                                  | Groß Schulzendorf – Glienick – Dabendorf                               | PlusBus    |
| 715   | Ludwigsfelde ↔ Potsdam                                                 | Ahrensdorf – Nudow                                                     | PlusBus    |
| X19   | Ludwigsfelde ↔ Potsdam                                                 |                                                                        | ExpressBus |
| 716   | Zossen ↔ Thyrow                                                        | Nächst Neuendorf – Horstfelde – Glienick                               |            |
| 717   | Baruth ↔ Stülpe                                                        | Klasdorf – Radeland – Kemlitz – Petkus                                 |            |
| 718   | Baruth ↔ Gadsdorf                                                      | Paplitz – Sperenberg – Kummersdorf                                     |            |
| 719   | Luckenwalde ↔ Klasdorf                                                 | Jänickendorf – Holbeck – Stülpe – Baruth                               |            |
| 720   | Ludwigsfelde ↔ Blankenfelde                                            | Genshagen – Großbeeren – Diedersdorf                                   |            |
| 721   | Ludwigsfelde Bahnhof – Zentrum – Struveshof – Rousseau Park – Bahnhof  | Ludwigsfelde Bahnhof – Zentrum – Struveshof – Rousseau Park – Bahnhof  | StadtBus   |
| 750   | Ludwigsfelde ↔ Luckenwalde                                             | Großbeuthen – Trebbin – Klein Schulzendorf                             |            |
| 751   | Ludwigsfelde ↔ Trebbin                                                 | Siethen – Blankensee – Schönhagen                                      |            |
| 752   | Luckenwalde ↔ Stülpe                                                   | Woltersdorf – Scharfenbrück – Gottow                                   |            |
| 753   | Luckenwalde ↔ Jüterbog                                                 | Kolzenburg – Neuhof – Kloster Zinna                                    |            |
| 754   | Jüterbog Bahnhof – Busbahnhof – Werbig – Hohenseefeld – Dahme          | Jüterbog Bahnhof – Busbahnhof – Werbig – Hohenseefeld – Dahme          | StadtBus   |
| 755   | Luckenwalde ↔ Kemnitz                                                  | Berkenbrück – Hennickendorf – Frankenfelde                             |            |
| 756   | Petkus ↔ Dahme                                                         | Wahlsdorf – Niebendorf-Heinsdorf – Gebersdorf                          |            |
| 757   | Luckenwalde ↔ Trebbin                                                  | Ruhlsdorf – Ahrensdorf – Löwendorf                                     |            |
| 758   | Jüterbog Busbahnhof – Zinnaer Vorstadt – Bahnhof                       | Jüterbog Busbahnhof – Zinnaer Vorstadt – Bahnhof                       | StadtBus   |
| 759   | Jüterbog Busbahnhof – Schloß – Bahnhof – Neues Lager – Altes Lager     | Jüterbog Busbahnhof – Schloß – Bahnhof – Neues Lager – Altes Lager     | StadtBus   |
| 760   | Trebbin ↔ Gadsdorf                                                     | Kliestow – Klein Schulzendorf – Christinendorf                         |            |
| 761   | Jüterbog ↔ Neuhof                                                      | Kloster Zinna                                                          |            |
| 763   | Jüterbog ↔ Schlenzer                                                   | Fröhden – Markendorf                                                   |            |
| 764   | Jüterbog ↔ Schlenzer                                                   | Werbig – Lichterfelde – Riesdorf                                       |            |
| 765   | Jüterbog ↔ Werbig                                                      | Oehna – Langenlipsdorf – Borgisdorf                                    |            |
| 766   | Zellendorf ↔ Blönsdorf                                                 | Oehna – Seehausen                                                      |            |
| 768   | Jüterbog ↔ Lindow                                                      | Niedergörsdorf – Malterhausen – Blönsdorf                              |            |
| 769   | Jüterbog ↔ Blönsdorf                                                   | Altes Lager – Niedergörsdorf – Kaltenborn                              |            |
| 770   | Luckenwalde ↔ Zossen                                                   | Kummersdorf Gut – Sperenberg – Wünsdorf                                |            |
| 771   | Zossen ↔ Zossen                                                        | Mellensee – Klausdorf – Sperenberg                                     |            |
| 772   | Luckenwalde Bio.park – Waldfriedhof – Bahnhof – Krankenhaus – Waldstr. | Luckenwalde Bio.park – Waldfriedhof – Bahnhof – Krankenhaus – Waldstr. | StadtBus   |
| 773   | Dahme ↔ Dahme                                                          | Schwebendorf – Knippelsdorf – Bollensdorf                              |            |
| 774   | Jüterbog ↔ Dahme                                                       | Werbig – Reinsdorf – Weißen – Illmersdorf                              |            |
| 792   | Blankenfelde ↔ Blankenfelde                                            | Dahlewitz – Groß Kienitz                                               |            |
| 793   | Blankenfelde ↔ Blankenfelde                                            | Bahnhof – Ärztehaus – Feuerwehr – Bahnhof                              |            |
| 794   | Mahlow ↔ Mahlow                                                        | Am Lückefeld – Glasow                                                  |            |
| 797   | Blankenfelde ↔ Mahlow                                                  | Kemnitz – Töplitz                                                      |            |

### PlusBus
Die PlusBus Linie 715 ersetzt die ab dem 10. Dezember 2017 wegfallende Buslinie 618 auf dem Abschnitt Ludwigsfelde – Potsdam. Es war die erste PlusBus Linie im Landkreis Teltow-Fläming. Daher heißt das Netz auch „PlusBus Teltow-Fläming“. Mit dem Fahrplanwechsel am 9. Dezember 2018 wurde eine zweite PlusBus Linie 714 zwischen Ludwigsfelde und Zossen eingeführt. Am Bahnhof Ludwigsfelde sind die beiden Linien 714 und 715 verknüpft. Eine Umsteigefreie Weiterfahrt besteht meist in der HVZ, sonst besteht direkter Anschluss an die Linien.

### Rufbus
Als Rufbus werden Linien bezeichnet, welche nur bei Bedarf verkehren. Diese muss man bestellen, was bei der VTF Teltow-Fläming über ihre eigene App, oder per Anruf möglich ist. 5 Rufbuslinien werden von der VTF betrieben. Linien mit einem „R“ haben keinen festen Fahrplan, sondern können individuell von Haltestelle zu Haltestelle fahren.
Dabei müssen folgende Bedingungen beachtet werden:
- die Bestellung eines Busses muss mind. 60 Minuten vor Beginn der Fahrt erfolgen
- Fahrten zwischen 18.00 Uhr und 21.30 Uhr, sowie am Nachfolgetag zwischen 05.30 Uhr und 08.00 Uhr bzw. bis 09.30 Uhr müssen bis 17.00 Uhr angemeldet sein
- eine Mitfahrt innerhalb von Ortschaften ist generell nicht möglich, Ausnahmen existieren bei einigen Abschnitten
- kein Anspruch auf Beförderung besteht, wenn in einem Zeitraum bis zu 30 Minuten alternative Linienfahrten auch mit Umstieg auf Bus oder Bahn angeboten werden
- max. 8 Personen können in den eingesetzten Kleinbussen mitgenommen werden

| Linie | Verlauf                                                |
| ----- | ------------------------------------------------------ |
| R466  | Rufbus Luckau – Golßen – Dahme                         |
| R755  | Rufbus Nuthe-Urstromtal, Baruth/Mark, Luckenwalde      |
| R777  | Rufbus Niedergörsdorf und Niederer Fläming             |
| R778  | Rufbus Kranich-Express Trebbin + Am Mellensee + Zossen |
| R779  | Rufbus Ludwigsfelde                                    |